# エアバス ベルーガ
A300-600ST ベルーガ
航空ショーで展示飛行をするベルーガ（2014年）
- 用途：貨物機
- 製造者：SATIC
- 運用者：エアバス・トランスポート・インターナショナル社
- 初飛行：1994年9月13日
- 生産数：5機
- 運用状況：運用中

エアバス ベルーガ（英: Airbus Beluga）は、エアバス・インダストリー（後のエアバス）が自社で生産する航空機のコンポーネントを空輸するために開発・製造した貨物機である。
同社の双発ワイドボディ旅客機・エアバスA300-600Rをベースに開発され、A300-600ST (Super Transporter) という型式名が付けられている。胴体上半分に巨大な貨物室を備え、コックピットが胴体下側に移設されている。シロイルカに似た独特な外見であることから、シロイルカの別名である「ベルーガ」の愛称がつけられた。低翼配置の主翼下に2基のターボファンエンジンを備える。尾翼は通常式だが左右の水平尾翼端に垂直安定板が追加されている。降着装置は前輪式である。
ベルーガの開発・生産プロジェクトはエアバスの関連企業のSATIC (Super Airbus Transport International) 社によって行われ、1994年9月13日に1号機が初飛行した。計5機が生産され、エアバス関連企業のエアバス・トランスポート・インターナショナル社によって運航されている。欧州各地で分担して生産されるエアバス機のパーツを最終組み立て地へ輸送する任務についており、飛行機を作るための飛行機とも言われる。また、エアバス以外の顧客向けにチャーター輸送業務に用いられることもある。

## 沿革

### 開発の背景

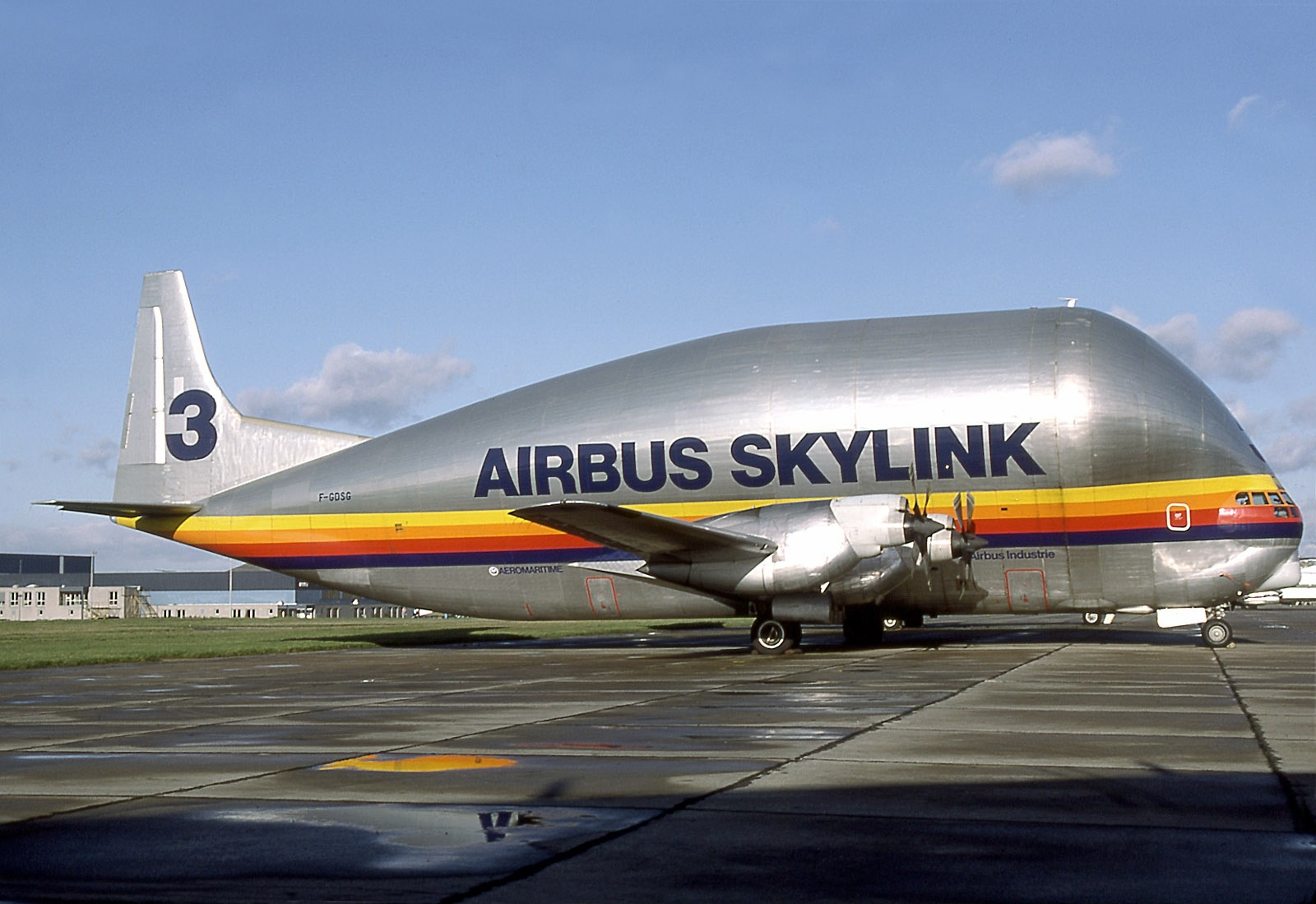
エアバスのロゴが描かれたスーパーグッピー。

ジェット旅客機を開発・製造するエアバス・インダストリー（以下、エアバス社）は、1970年に欧州各国の航空機メーカーによるコンソーシアム（企業連合）として発足した。エアバス社はその成り立ちから、参加企業が一定の業務量を確保できるように、各社で分担して胴体や翼を生産する国際分業体制を採用した。この枠組みにおいては、欧州各地に点在する工場で生産された機体各部（コンポーネント）を最終組み立て工場のあるトゥールーズに輸送する必要があった。航空機のコンポーネントは、巨大で重量がありながら高品質で繊細、そして高価という特徴があり、相応の扱いが必要だった。
そこでエアバス社は、大型貨物用の輸送機としてボーイング377「ストラトクルーザー」のベースとなったC-97輸送機を改修した「スーパーグッピー」を採用した。スーパーグッピーは、アメリカ航空宇宙局 (NASA) のロケットや宇宙機の巨大な部品を運ぶために開発された輸送機である。エアバス社はスーパーグッピーの運用を1971年から開始し、段階的に増備を重ねて1983年には4機体制となった。エアバス社が競合相手であるボーイング社の輸送機を使用したことで、「全てのエアバス機はボーイングの翼によって届けられる (Every Airbus is delivered on the wings of a Boeing)」、あるいは「全てのエアバス機はボーイングの翼で初飛行する  (Every Airbus took its first flight on a Boeing)」といった冗談も生まれた。
ほどなくしてエアバス機の生産数が急増したことで輸送力強化が課題となったほか、エアバス社が採用した時点でスーパーグッピーは既に時代遅れであったため、新たな輸送手段が模索された。自動車輸送、鉄道、海上輸送が検討されたが、信頼性や所要時間の点で空輸が適していた。最終組み立て工場があるトゥールーズは、陸路や海路でのアクセスに不便な場所だった。そして何よりもトゥールーズには好条件の滑走路があり、エアバス機の生産拠点を移すという選択はありえなかった。
こうした経緯を経て、スーパーグッピーの後継機を選定するための徹底的な研究が始まった。この当時、主翼を大型化したエアバスA340の発展型が構想されており、これを含むエアバス機の主要コンポーネントを積載できるように、後継機には十分な大きさが求められた。一方で、老朽化が進むスーパーグッピーに残された時間は限られていた。遅くとも1995年には後継機を就航させる必要があった。少なくとも4機、予備を含めると5機を調達する必要があった。
後継機の候補には、既存の航空機と新規開発の双方があげられた。既存の航空機では、ソビエト連邦からはアントノフAn-124や6発機のアントノフAn-225、アメリカからはロッキードC-5「ギャラクシー」、マクドネル・ダグラスC-17「グローブマスターIII」、ボーイング747が候補となった。それに加えてイリューシンIl-86、ボーイング767、そしてエアバスA300からの改造が検討された。しかし、これら既存の貨物機は、貨物室の空間が不足していた。既存機に収容できるようパーツを細分化した場合には、分業体制が複雑化し、コストが大幅に上昇すると懸念された。積荷を機外に搭載するピギーバック方式も検討されたが、現実的ではなかった。ボーイング社はボーイング767を改造する提案を行ったものの、それであれば、エアバスが自社の双発旅客機A300-600Rをベースに開発した方が都合が良かった。
そこで1991年8月、新型輸送機の開発・製造・保守などを担うため、スーパー・エアバス・トランスポート・インターナショナル (Super Airbus Transport International; SATIC)社が設立された。SATICは、エアバス参加企業であるフランスのアエロスパシアル社とドイツのDASA社が50対50で出資した経済利益団体 (GIE) で、トゥールーズに拠点を置いた。A300-600Rをベースとした新型機はA300-600ST (Super Transporter) と名付けられ正式に開発が始まった。

### 設計と生産

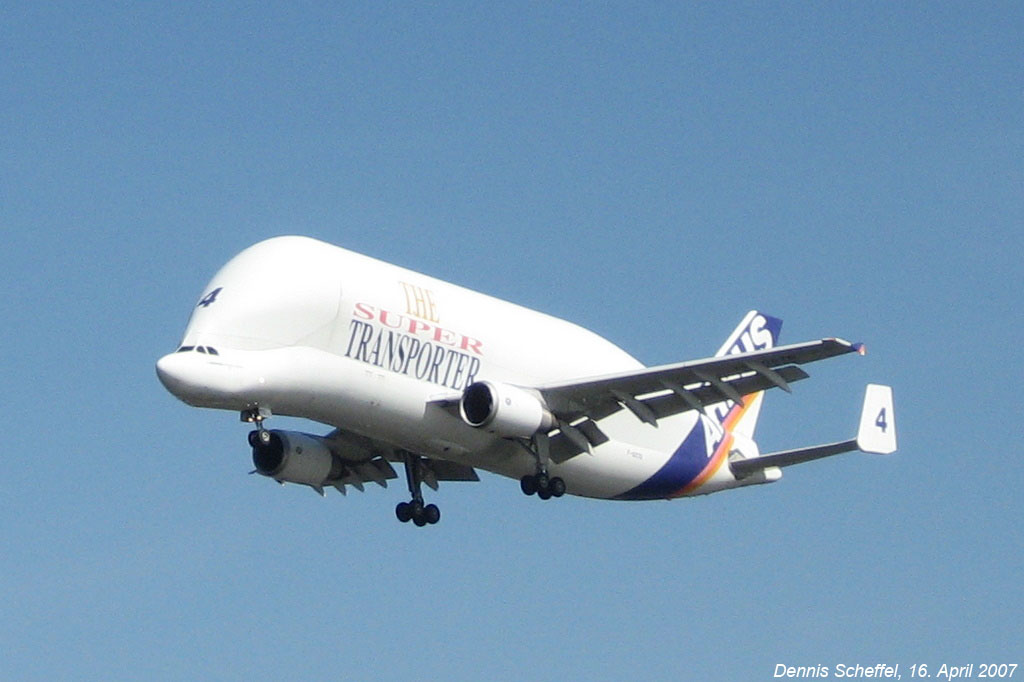
ドイツのハンブルク上空を飛行するベルーガ（2007年）

A300-600STは、主翼やエンジン、胴体下半分がA300-600Rと共通で、上半分の胴体が新規設計された。新しい胴体部は極めて太い直径の円筒形であり、大型コンポーネントを搭載する貨物室にあたる。機体前方から貨物を積み下ろしできるように、貨物室最前部には上開きの扉が設置され、コックピットが胴体の下側に移された。コックピットのレイアウトや装備品などは、A300-600Rのものが踏襲された。特異な形を持つことから、コンピュータ解析や模型を用いた風洞実験が繰り返され、空力面のほか空港でのハンドリング面でも最適な形状となるよう検討された。
A300-600STは新造機として生産され、ベース機同様に国際分業体制がとられた。A300から流用する部分はベース機と同じ分担とされ、A300-600ST専用のコンポーネントも各国で分担されて製造された。参加各国の主な分担は以下の通りだった。
- フランス - 機首部分、コックピット、中央翼、エンジンパイロン
- イギリス - 貨物扉、降着装置、主翼
- ドイツ - 貨物扉と機首部分のつなぎ目、貨物室後部、垂直尾翼、前後部胴体
- スペイン - 貨物室前部、水平尾翼
- オランダ - 主翼動翼

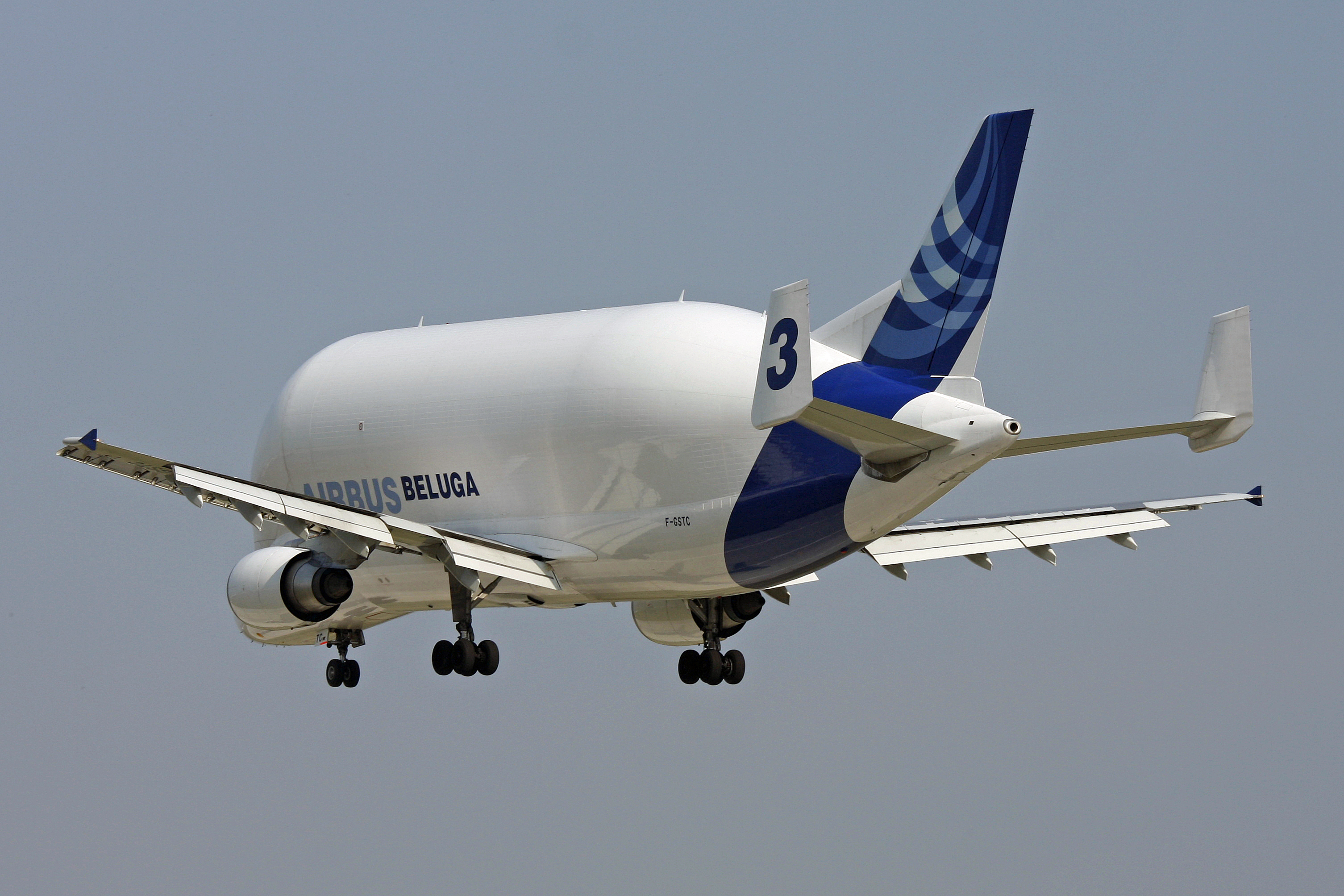
左後方から見たベルーガ。

A300-600STの製造は1993年から始まり、各パーツはスーパーグッピーでトゥールーズに集められ、1994年から最終組み立てが開始された。A300-600STの1号機は1994年9月13日に初飛行し、335時間におよぶ飛行試験を経て1995年10月25日に型式証明を取得した。同年にエアバス社へ引き渡しされ、2号機から5号機についても、表のとおり型式証明の取得と納入が進められた。

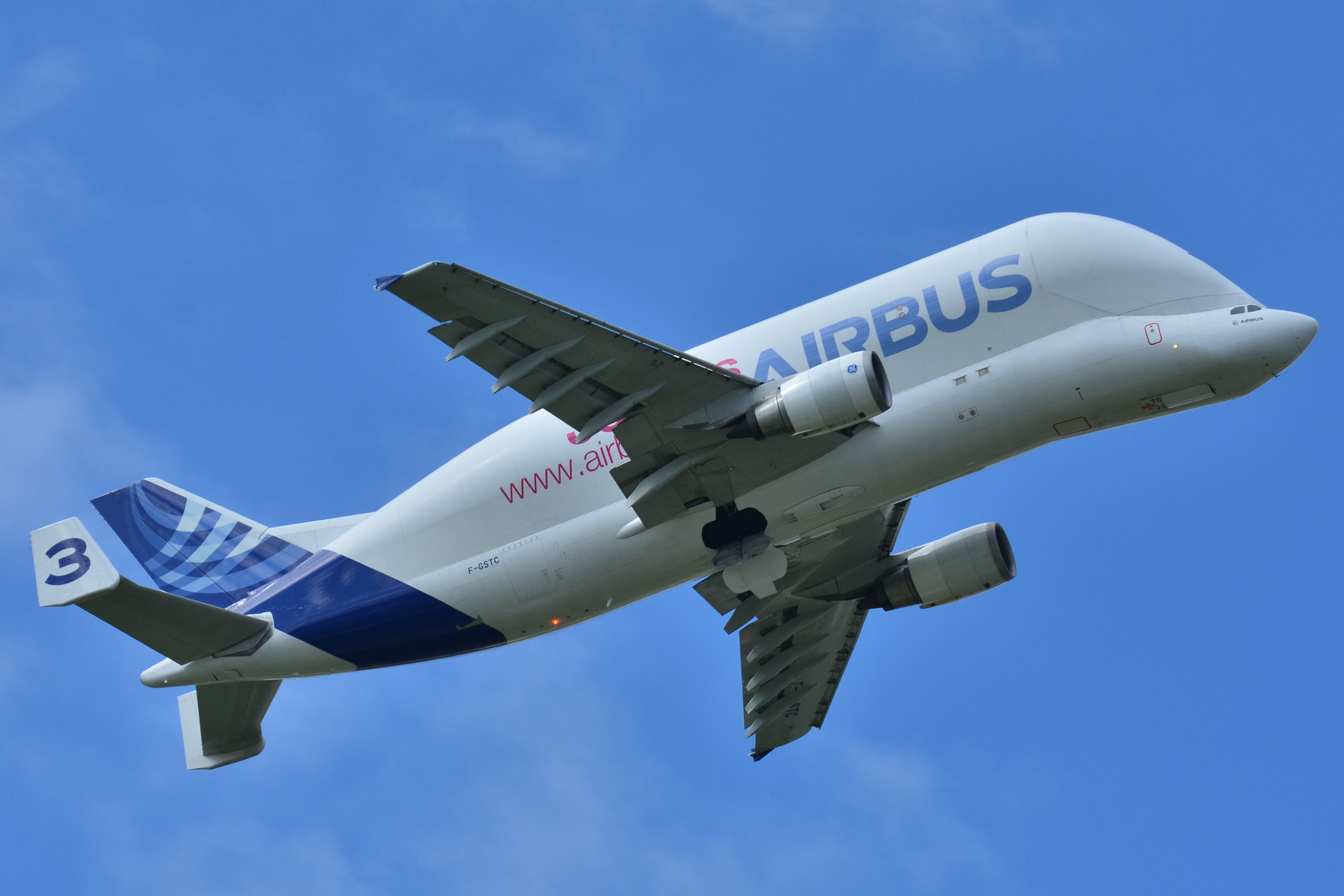
2013年5月トゥールーズにて撮影されたベルーガ。

最終組み立てが始まった頃、A300-600STは非公式に「スーパーフリッパー」という愛称で呼ばれていた。これは、テレビドラマ「わんぱくフリッパー」に登場するイルカの名前に由来するという説がある。その後、1994年6月23日、A300-600STの1号機の完成発表と同時に「ベルーガ」という愛称が発表された。ベルーガはSATICによって付けられた名前で、エアバス社本体は当初はこの愛称を気に入っていなかったが、広く浸透したことから後に認めて使用するようになった。
| 号機                                                            | 初飛行日       | 証明交付日     | 納入日         |
| --------------------------------------------------------------- | -------------- | -------------- | -------------- |
| 1号機 (MSN 655 F-GSTA)                                          | 1994年9月13日  | 1995年10月25日 | 1995年10月25日 |
| 2号機 (MSN 751 F-GSTB)                                          | 1996年3月26日  | 1996年4月22日  | 1996年4月22日  |
| 3号機 (MSN 765 F-GSTC)                                          | 1997年4月21日  | 1997年5月7日   | 1997年5月7日   |
| 4号機 (MSN 776 F-GSTD)                                          | 1998年6月9日   | 1998年7月30日  | 1998年12月18日 |
| 5号機 (MSN 796 F-GSTF)                                          | 2000年12月12日 | 2001年1月5日   | 2001年1月5日   |
| - 出典：EASA 2017, p. 4、青木 2010, pp. 78–79、石川 2014, p. 78 |                |                |                |

A300-600STの生産数は5機で、そのうちの1機は当初はオプションとされたが、最終的に5機全てが生産された。

### 運用開始後
ベルーガの最初の実用飛行は、納入の翌年となる1996年1月15日に行われた。ベルーガは、欧州各地で製造されるエアバス機のパーツやコンポーネントを最終組み立て工場へ輸送する任務に従事し、全5機の導入によりスーパーグッピーは完全に退役した。
ベルーガの新しい大型貨物扉や貨物搭載システム（#機体の特徴参照）により、スーパーグッピー時代と比べて、貨物の積み下ろしに要する人員が18人から2人に省力化され、所要時間が1時間半から45分に短縮された。
エアバス社はベルーガを用いたチャーター輸送事業へも進出することとし、1996年6月30日、ベルーガの運航を担当する専門会社の設立を発表した。この専門会社は「エアバス・トランスポート・インターナショナル」（Airbus Transport International、以下ATI）社と名付けられ、同年9月20日に登記された。ATIは1996年11月にフランスの航空当局から航空運送事業の認可を取得し、11月24日に最初の請負輸送業務を行った。全5機のベルーガはATI社が運航するようになり、1997年には全機で合わせて年間1,400回、2,500時間の飛行を行なった。
ベルーガの運航開始以降も、エアバス機の生産数は拡大の一途をたどり、2011年にエアバスは社輸送量の増加に対応するため「フライ10000」と呼ばれる計画を開始した。この計画では、積み荷、積み降ろし方法を含めた物流インフラの最適化を目的とし、2017年までにエアバス社の輸送機の年間総飛行時間を1万時間に増やすことを目指したものだった。2014年の時点では欧州11カ所の工場間を結び、1日あたり2から4便、1週間に60回以上飛行した。2017年には、1日あたり5便、週6日の飛行を行うようになり、飛行時間が8,000時間を超えたが、飛行スケジュールには遅れが目立つようになり、増便はほぼ限界に達した。

### 後継機の開発
以前からSATICは、ベルーガのコンセプトを他のエアバス機に適用することも検討しており、エアバスA330かA340がベース機の候補として取りざたされていた。2014年の前半には、A300-600STより飛行距離が長く、より重い貨物の輸送を可能にするベルーガ後継機の構想が報じられた。そして同年11月、エアバス社はA330をベースとした新型機「ベルーガXL」の開発を発表した。ベルーガXLの初号機は2015年12月22日に製造が開始され、2018年7月19日に初飛行に成功した。
ベルーガXLは、A330の貨物型であるA330-200Fをベースとして既存の機器やコンポーネントを再利用しつつ、コックピットや貨物室、尾部などが新規開発されている。エアバス社ではベルーガXLを5機製造し、現行のベルーガはベルーガXLと順次置き換えることで2025年に退役するとしている。

### 「エアバス・ベルーガ・トランスポート」としての利用
エアバスは現地時間2022年1月25日、自社の航空部品輸送から退役するベルーガを使用した特大貨物輸送サービス「エアバス・ベルーガ・トランスポート（ABT: Airbus Beluga Transport）」を発表した。ヘリコプターや航空機用エンジン、人工衛星、船外実験装置などの特大貨物を解体せずに輸送でき、目的地で再組立するコストやスタッフなどを省けるとしており、2024年には新会社の設立を予定している。ベルーガは他の貨物輸送機と比較して貨物室の高さと幅が大きいことから、航空、宇宙、軍事、石油・ガス開発などのエネルギー、海事、大型機械、人道支援などの特大貨物輸送を想定している。
2021年12月にはABT初の業務として関西国際空港経由で神戸空港に警察庁のヘリコプター輸送を行っている。

## 機体の特徴

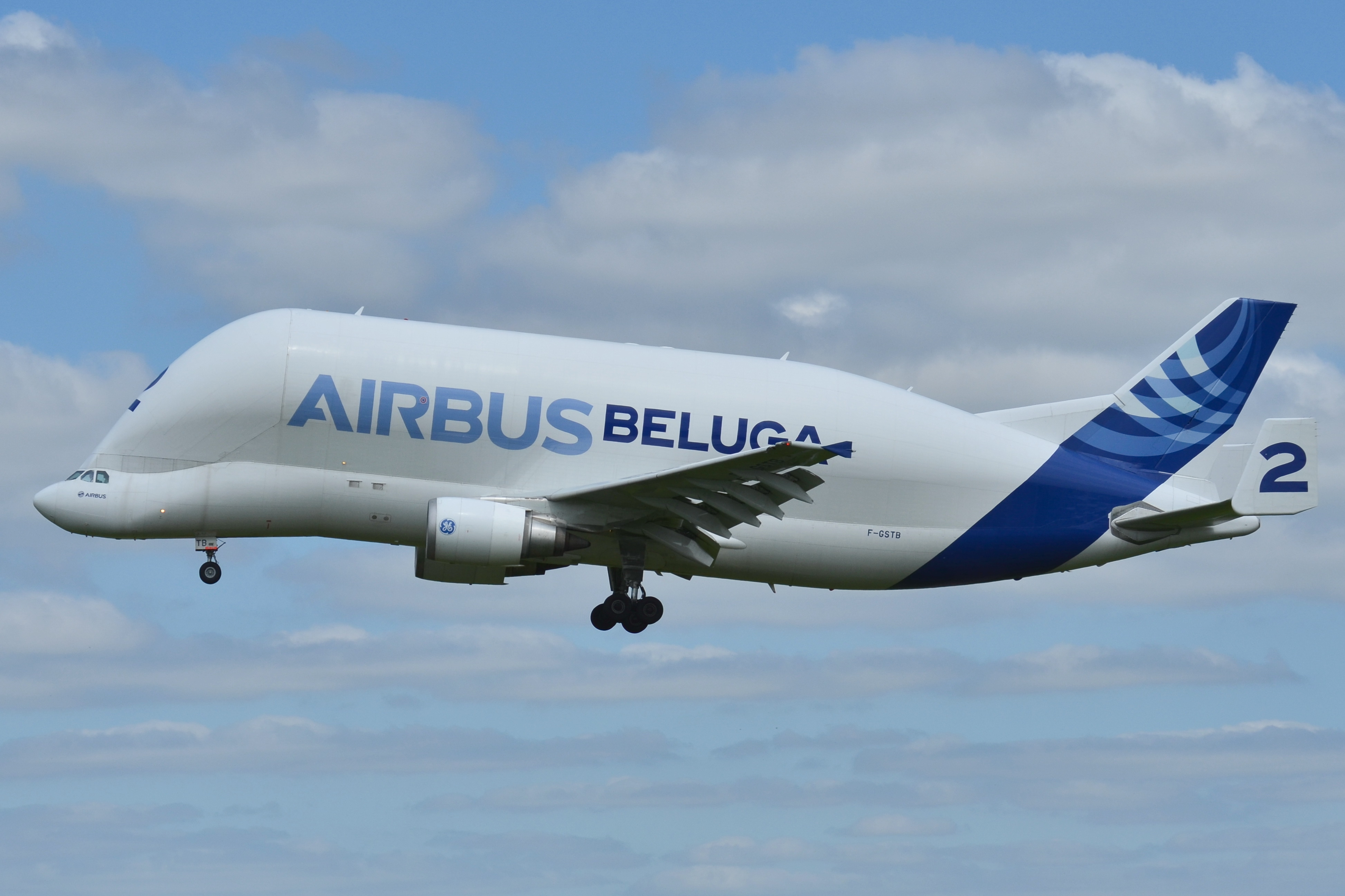
左側面から見たベルーガ。

ベルーガは、主翼を低翼位置に配した単葉機であり、左右の主翼下にターボファンエンジンを1基ずつ備える。主翼やエンジンはA300-600Rのものと同一である。水平尾翼は低翼に配置され、降着装置は前輪配置である。ベルーガは、大型貨物を搭載できるように極めて太い胴体を持ち、2014年現在において世界最大の胴体幅を持つ飛行機であった。

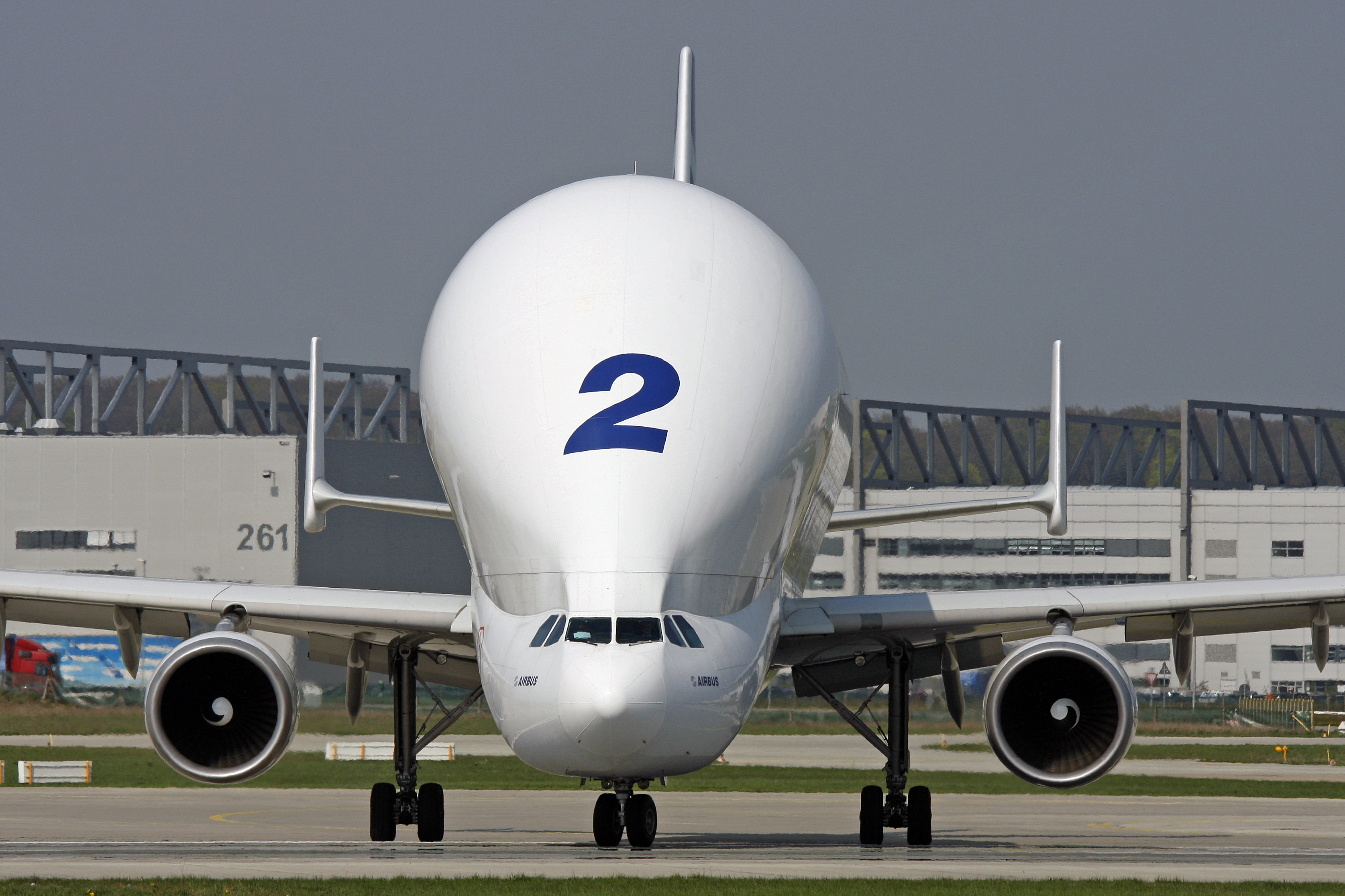
正面から見たベルーガ。

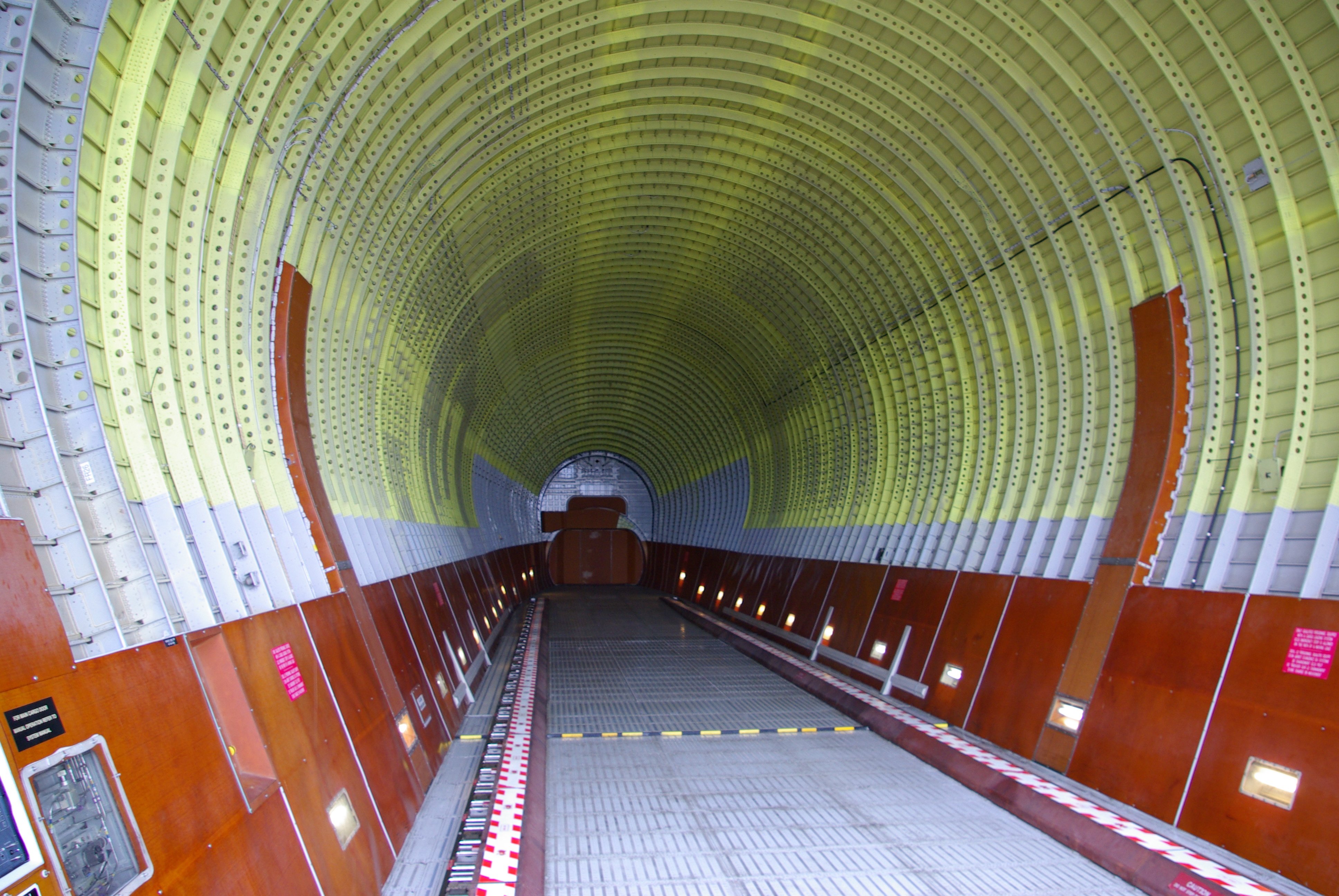
ベルーガの貨物室内。

ベルーガの胴体は2階建ての構造で、ダルマを逆さにしたような断面を持つ。A300-600Rの胴体下半分に、巨大な円筒状の貨物室を乗せたような形状で、上部胴体と下部胴体の間は直線的に結ばれている。貨物室の最大幅と最大高はともに7.10メートルで、床面の最大幅は5.11メートルである。円筒の前方と後方は、もとの機体形状に合わせてすぼめられており、完全な円筒部となる部分の長さは21.34メートル、貨物室の全長は37.70メートルである。床下貨物室にも貨物を搭載可能である。貨物室の総容量は1,400立方メートルで、積載量は47トンである。

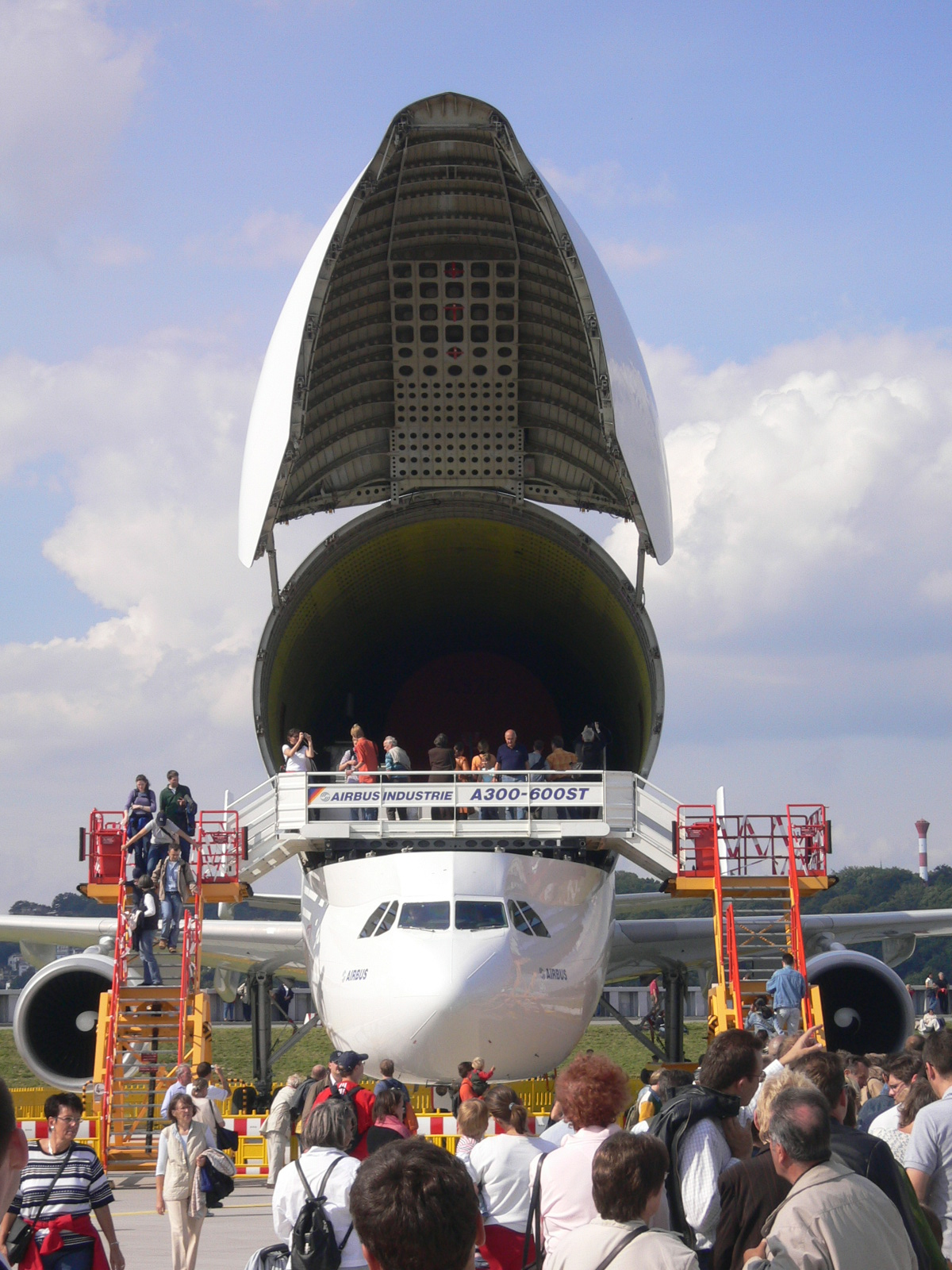
前方貨物扉を開いたベルーガを正面から見る。見学者用の通路が設けられている。

貨物の積み下ろしを行うため、貨物室の最前部に上開き式の扉が設けられている。この扉は貨物室断面が完全に開口するまで上がるため、貨物室の寸法をフルに使用できる。扉はアルミニウム合金製で重量は2トンあり、閉じた際には機体荷重を分担する構成要素となる。扉の閉口部内側の全周にわたりラッチ構造が設けられ、閉じるとファスナーのように順次固定される。貨物扉を開いた時の最大の高さは、貨物を搭載しない状態で16.97メートルとなる。風速20ノット（約10メートル毎秒）の横風まで開口動作が可能で、開ききると30ノット（約15メートル毎秒）の横風まで耐えられる。
前方から貨物を出し入れできるように、ベルーガのコックピットの位置は胴体下部に移されている。乗務員の乗降扉は胴体の床面下に配置され、梯子が内蔵されている。また、操縦室の後方にあたる胴体右側面に非常口が設けられている。下方に突き出すようなコックピットは、ベルーガ（シロイルカ）のような外観形状を生み出した。
このコックピット配置により、電気配線や油圧配管などを切り離すことなく前方貨物扉を開口できる。油圧や電気系統を切断して機首部全体を開口する方式だったスーパーグッピーと比べ、作業時間が短縮されただけでなく、安全性の向上にもつながった。さらに、コックピットが貨物室より下側にあるため、万が一急制動をかけてもメインデッキの貨物がコックピットに干渉しないという点でも安全である。
貨物室内には前後にわたって2本のレールが引かれ、動力付きローラーを有する貨物搭載システムが備わっている。これにより外部のウインチなどを使わずに、貨物を移動させることが可能となり、所要時間の短縮に資している。ベルーガに貨物の積み下ろしを行うための専用車両も用意されており、この車両は全長32メートル、最大50トンの荷物をベルーガの床面の高さまで持ち上げられ、ベルーガの機首と干渉しないような構造となっている。また、チャーター輸送時には通常の空港にある貨物取り扱い車両も使用できるような汎用性も持たされている。
与圧されるのはコックピットと機体後部の小区画のみで、そこに与圧環境でのみ使用できる機器類が配置されている。貨物室は非与圧式であり、就航当時のSATICの代表は「エアバスが製造した最初の非与圧機」とも述べている。
コックピットの設計やレイアウト、装備品はA300-600Rのものを踏襲している。ベルーガでは人工衛星や美術品といった温度管理が必要な貨物を輸送できるように、可搬式のヒーターモジュールも用意されており、コックピットからヒーターモジュールの制御が行えるようになっている。
ベルーガでは、機体重量の増加に合わせてベース機よりも尾翼の構造が強化された。原型機の2倍の高さとなった胴体が垂直尾翼を覆い隠すことによる空力学的影響は風洞実験で検証された。その結果、安定性を向上させるため、そして横風への耐性を維持するため、垂直尾翼の付け根を前方に延ばすように垂直安定板の面積が拡大されたほか、水平安定板の両翼端にも垂直安定板が追加されている。
エンジンはターボファンエンジンで、ゼネラル・エレクトリック製のCF6-80C2を2基装備する。
巡航速度は時速780キロメートル、実用上昇限度は35,000フィート（約10,700メートル）で、航続距離は貨物を26トン搭載した場合で4,632キロメートル、40トン搭載時は2,779キロメートルである。

## 運用

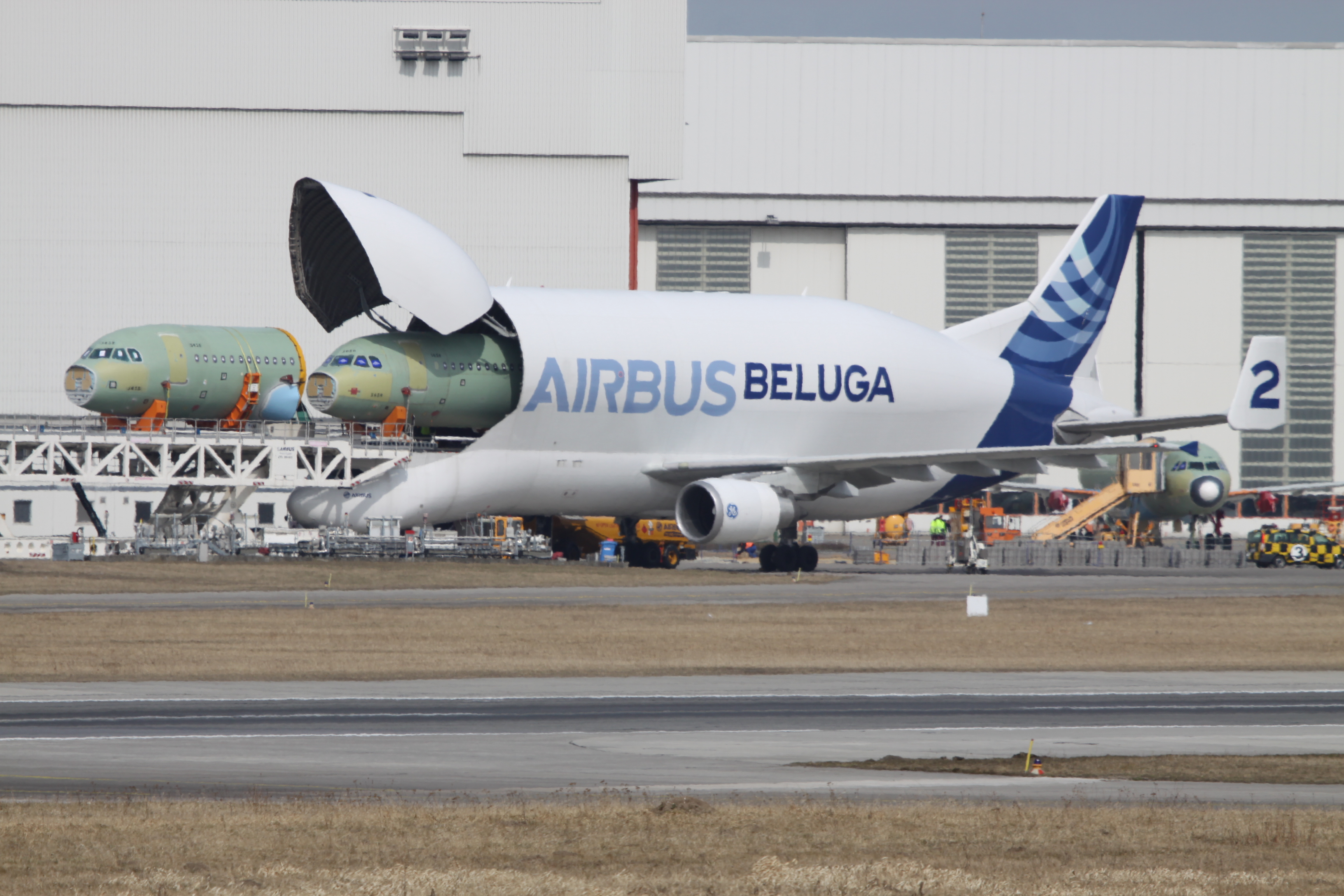
ハンブルクにて胴体前方セクションを降ろしている様子（2013年）

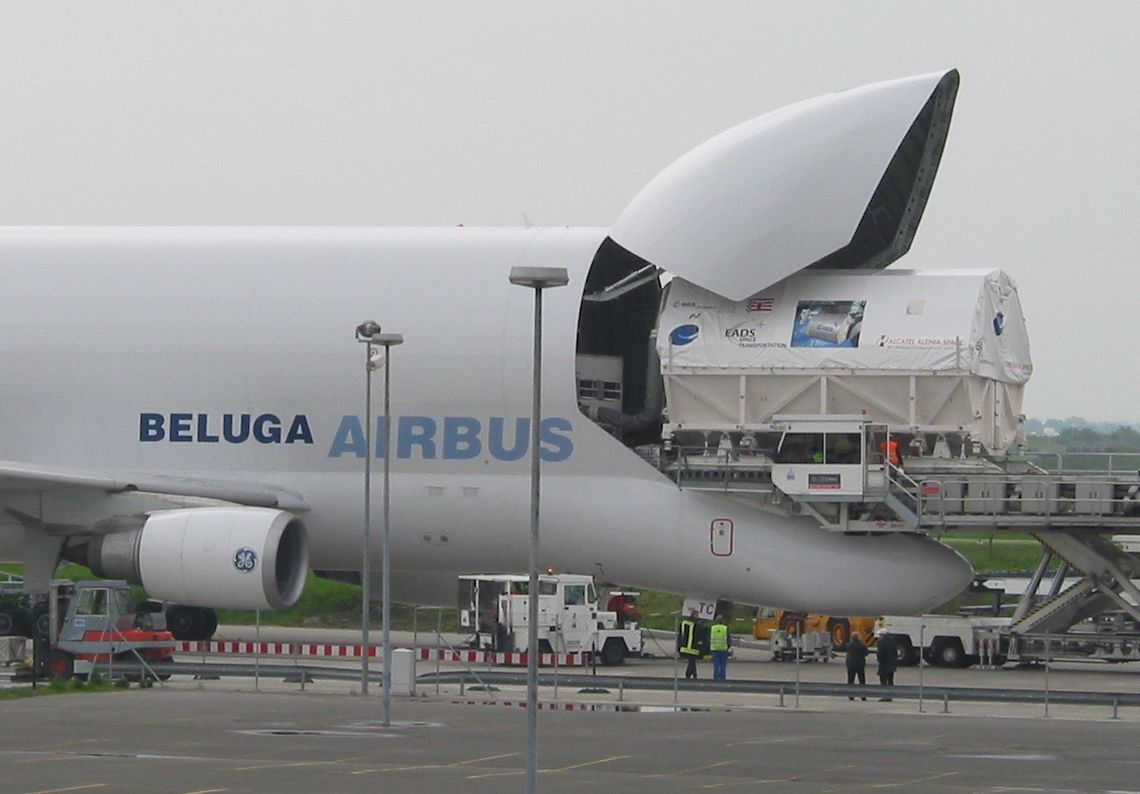
ブレーメン空港でコロンバスを搭載するベルーガ（2006年）

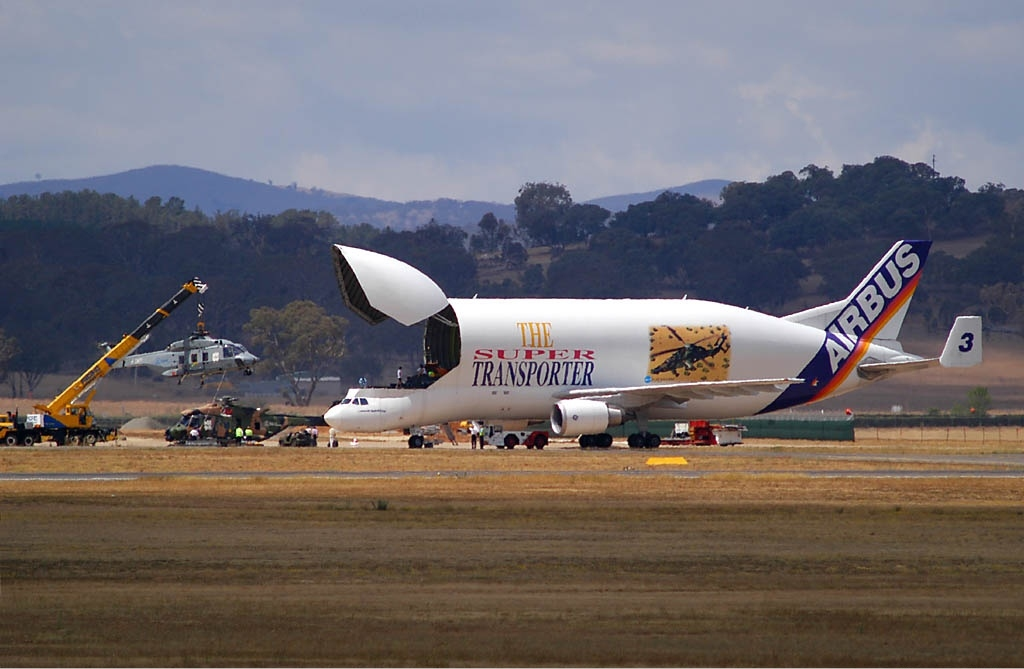
キャンベラ国際空港でNH90_ヘリコプターを収容中のベルーガ（2003年）

全5機のベルーガはATI社によって運航され、欧州各地で製造されるエアバスA320やエアバスA330、エアバスA350 XWBといったエアバス機のパーツやコンポーネントを最終組み立て工場へ輸送する任務に従事している。パーツの生産地であるフランスのナントやサンナゼール、ドイツのブレーメン、スペインのマドリードやセビリヤ、ヘタフェ、イギリスのリヴァプールやブロートン、イタリアのナポリなどから、最終組み立て地のトゥールーズやドイツのハンブルクを結んでいる。総2階建ての超大型機であるエアバスA380については、ベルーガの貨物室にも収まらないため、専用の船と車両を用いた輸送がメインとなっている。
ATI社ではこの通常運航のほか、エアバス以外の顧客向けに大型貨物のチャーター輸送業務を請け負っている。ベルーガの広い貨物室を活かし、それほど重くはないがかさばる荷物の輸送として、人工衛星やヘリコプターのほか美術品の輸送にチャーターされることもある。日本への飛来は1999年にドラクロワの絵画「民衆を導く自由の女神」を輸送するため日本の成田国際空港に飛来している。また、2006年5月には国際宇宙ステーションのヨーロッパ実験棟コロンバスをドイツのブレーメンから米国のケネディ宇宙センターへ運搬するためにも利用された。
運航開始から2022年4月現在まで、A300-600STに関して機体損失事故や死亡事故は発生していない。

## 主要諸元
出典：特に記載のないものは Airbus S.A.S. による
- 運航乗務員数：2名[47]
- 全長：56.15 m
- 全幅：44.84 m
- 全高：17.24 m
- 胴体直径：7.31 m
- 貨物室全長：37.7 m
- エンジン：GE CF6-80C2A8 ターボファンエンジン 2基[48]
- エンジン推力（1基あたり）：257,4 kN[48]
- 最大離陸重量：155 t[注釈 2][49]
- 最大積載量：47 t[6]
- 貨物室容量：約1,400 m3[6]
- 最大巡航速度：マッハ0.70[49]
- 航続距離：積載量40トンで2,779 km、26トンで4,630 km[50]